# Sveti Ivan Zelina
Sveti Ivan Zelina – miasto w Chorwacji, w żupanii zagrzebskiej, siedziba miasta Sveti Ivan Zelina. Leży 37 km na północny wschód od Zagrzebia. W 2011 roku liczyło 2764 mieszkańców.